# لیا (خواننده کره جنوبی)
چوی جی سو (کره‌ای: 최지수؛ زادهٔ ۲۱ ژوئیه ۲۰۰۰) که با نام لیا (کره‌ای: 리아) شناخته می‌شود، خواننده اصلی اهل کره جنوبی است. او یکی از اعضای گروه دخترانه کره‌ای ایتزی است که در سال ۲۰۱۹ توسط جی‌وای‌پی انترتینمنت تشکیل شد.

## حرفه

### پیش از آغاز فعالیت
لیا در ابتدا برای ادیشن اس‌ام انترتینمنت شرکت کرد و قبول شد اما در لحظات آخر به دلیل اختلاف نظر با والدینش آن را رها کرد. در سال ۲۰۱۷، لیا ادیشن جی‌وای‌پی انترتینمنت را قبول شد و برای دو سال کارآموز بود.

### آغاز فعالیت با ایتزی
در ۱۲ فوریه ۲۰۱۹، لیا به عنوان یکی از اعضای گروه ایتزی فعالیتش را آغاز کرد. این گروه با انتشار آلبوم تک‌آهنگ «این متفاوته» آغاز به کار کرد.